# Comesperma secundum
Comesperma secundum là một loài thực vật có hoa trong họ Polygalaceae. Loài này được Banks ex DC. mô tả khoa học đầu tiên năm 1824.